# Stenus cautus
Stenus cautus är en skalbaggsart som beskrevs av Wilhelm Ferdinand Erichson 1839. Stenus cautus ingår i släktet Stenus, och familjen kortvingar. Enligt den finländska rödlistan är arten nära hotad i Finland. Enligt den svenska rödlistan är arten otillräckligt studerad i Sverige. Arten förekommer i Götaland och Öland. Artens livsmiljö är parker, gårdsplaner och trädgårdar.